# 이진천
이진천(李鎭千)은 대한민국의 기업인, 저술가, 겸임교수이다.
설비관련 소프트웨어 개발사를 경영하면서 다수의 저서를 집필하고 있다. IT관련, 족구, 일본(일본어, 일본문화)관련 서적을 다수 집필하였다. 서울시공무원교육원, 신기술연수원, 가천대, 대림대에서 겸임교수로서 CAD 및 BIM을 강의하고 있다.
유튜브 채널 '지니의 일본이야기'를 운영하고 있다.

## 경력
- 1992년 일본다이쿄컴퓨터시스템 CAD기획실
- 1993년 (주)디.씨.에스(구: 대신컴퓨터시스템) 설립
- 1999년 경원전문대학, 가천대학교 겸임교수 역임, 대림대학교 겸임교수
- (사)대한설비공학회 편집위원(칼럼: IT 이야기, 일본이야기), 부하계산특별위원회 위원
- 서울시공무원교육원 및 신기술교육 강사
- 폴리텍대학, 수원과학대학, 서울과학기술대학교,신한대학교 외래교수
- 지식경제부장관표창(2010년) 수상
- 국토교통부장관표창(2021년) 수상
- 과학정보통신의 날 대통령 표창(2022년) 수상
- 대한설비공학회 에너지기술상(2023년) 수상

## 저서

### IT관련
- 건축설비 AutoCAD R14 - 1999년
- 건축기계설비 AutoCAD R14/2000 - 2000년
- 건축기계설비 AutoCAD2002 - 2003년
- 배관 CAD - 2004년
- 컴퓨터 준비운동- 2005년
- 건축기계설비를 위한 AutoCAD2006 - 2005년
- 소방설비를 위한 AutoCAD2006 - 2006년
- AutoCAD2007 그대로 따라하기 - 2007년
- 따라하며 익히는 산업설비 AutoCAD - 2008년
- AutoCAD2009 그대로 따라하기 - 2008년
- 건축&건축설비 도면을 따라하며 익히는 AutoCAD2009 그대로 따라하기 - 2009년
- 믿고 5일 따라하기 시리즈, AutoCAD2009 - 2009년
- AutoCAD2010 그대로 따라하기 - 2009년
- 따라하며 배우는 RevitMEP 2010/2011 - 2010년
- 누구나 도전할 수 있는 스마트한 도면 그리기 AutoCAD2012 - 2011년
- 실무에 강한 프로가 되는 AutoCAD2013 - 2012년
- 플랜트 배관 도면 - 2013년
- 스마트한 바보들: 똑똑해지는 디지털기기, 바보가 되어가는 현대인 - 2014년
- 실전 도면과 함께 익히는 AutoCAD2015 - 2014년
- AutoCAD 2017 - 2016년
- 따라하며 익히는 Revit Family - 2016년
- 눈으로 보며 익히는 SketchUp - 2017년
- 模写しながら10日で学べる、Revitファミリ -2017년
- 대박나는 전단지 작성법 - 2018년
- AutoCAD2019 - 2018년
- 따라하며 익히는 설비 BIM - 2019년
- 기초부터 3차원 모델까지 완벽하게 마스터하는 AutoCAD2021 - 2020년
- 따라하며 익히는 Revit Dynamo - 2022년
- AutoCAD2023 - 2022년
- 따라하며 익히는 기계설비 BIM(Revit) - 2023년
- CAD로 배우는 배관 도면 - 2023년

### 일본 관련
- 생생살아있는 최신 인터넷 일본어 - 2008년
- 싫어도 일본으로부터 배우는 불황탈출! 나도 성공할 수 있다 - 2009년
- 21세기 신문화의 리더, 오타쿠 컨텐츠 왕국 일본 뒤에는 오타쿠가 있다 - 2010년
- 일본을 알면 비즈니스가 보인다.(e-book) - 2015년
- 가성비 좋은 도쿄 테마 여행 - 2017년
- 누구나 다 아는 일본 이야기 - 2019년
- 지금 바로, 도쿄 - 2023년
- 지금 바로, 오사카 - 2025년

### 기타
- 너희가 진정 족구를 아느냐? - 2008년
- 족구 도전하기(족구의 기본 기술 및 전술) - 2012년

### 번역서
- AutoCAD ADS 입문(성안당) - 1993년
- 첨단기술 성공의 이유(도서출판 건기원)- 2005년

## 개발 프로그램
- 건축기계설비설계프로그램: 꼬메(CO-ME)
- 건축소방설비설계프로그램: 화이어(Fire)
- 건물에너지계산프로그램
- 소방내진설비프로그램
- 건축기계설비용 BIM 프로그램 KMBIM